# Systematik der Knorpelfische
In der folgenden Systematik der Knorpelfische (Chondrichthyes) sind alle zu den Knorpelfische gehörenden rezenten Ordnungen und Familien, sowie einige ausgestorbenen Ordnungen aufgeführt. Grundlage der Systematik, soweit nicht durch Einzelnachweise belegt, ist Nelson, Grande & Wilson: Fishes of the World. Die höheren Ränge sind nach Eschmeyer's Catalog of Fishes den heutigen Gegebenheiten angepasst.
- Ordnung Polymerolepidiformes †
- Ordnung Omalodontiformes †
- Ordnung Antactilamniformes †
- Ordnung Phoebodontiformes †
- Überordnung Cladoselachimorpha †
  - Ordnung Cladoselachiformes †
  - Ordnung Symmoriiformes †
- Überordnung Ctenacanthimorpha †
  - Ordnung Ctenacanthiformes †
  - Ordnung Squatinactiformes †
- Überordnung Xenacanthimorpha †
  - Ordnung Bransonelliformes †
  - Ordnung Xenacanthiformes †
- Euselachii
  - Ordnung Protacrodontiformes †
  - Ordnung Hybodontiformes †

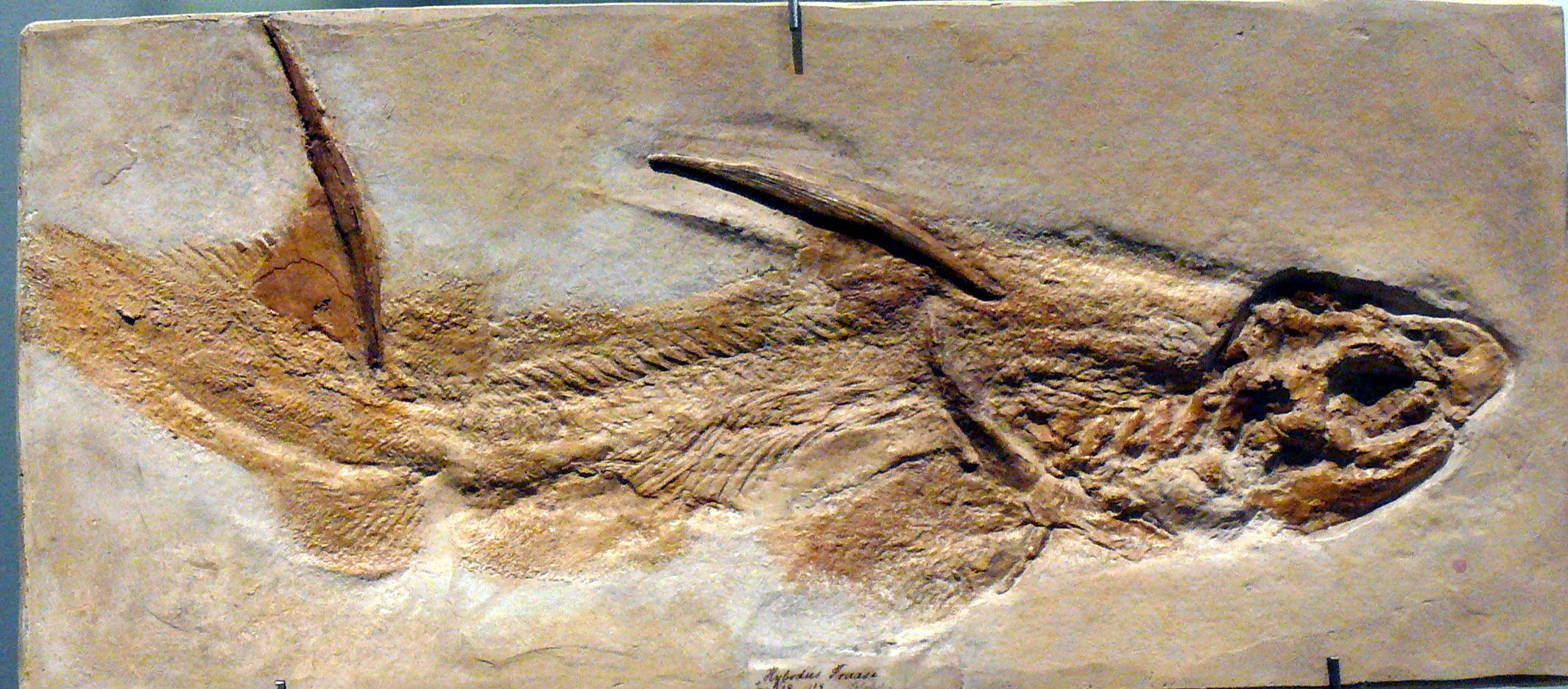
Fossil von Hybodus fraasi

  - Klasse Plattenkiemer (Elasmobranchii)
    - Teilklasse Haie (Selachii)Blauhai (Prionace glauca)
      - Überordnung Galeomorphii
        - Ordnung Synechodontiformes †

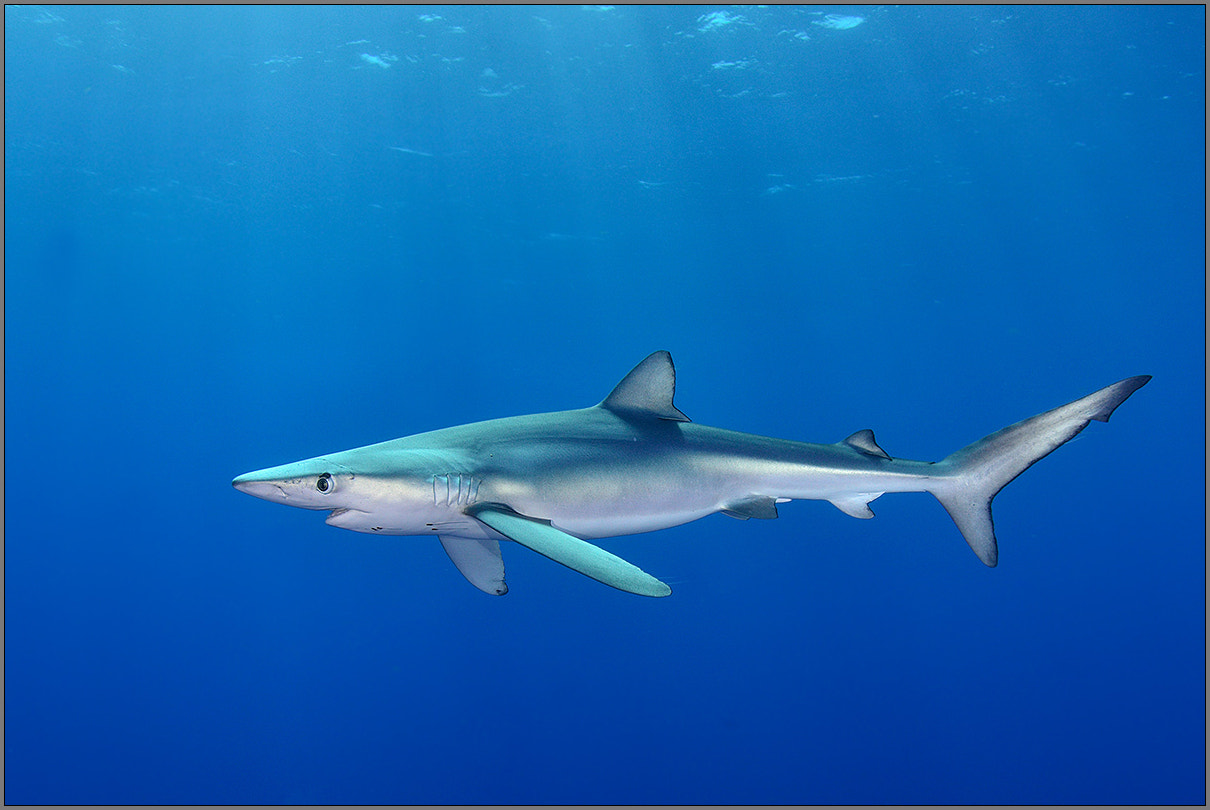
Blauhai (Prionace glauca)

        - Ordnung Stierkopfhaiartige (Heterodontiformes)
          - Familie Stierkopfhaie (Heterodontidae)

        - Ordnung Ammenhaiartige (Orectolobiformes)
          - Unterordnung Parascyllioidei
            - Familie Kragenteppichhaie (Parascyllidae)

          - Unterordnung Orectoloboidei
            - Familie Blindhaie (Brachaeluridae)
            - Familie Teppichhaie (Orectolobidae)
            - Familie Bambushaie (Hemiscylliidae)
            - Familie Zebrahaie (Stegostomatidae)
            - Familie Ammenhaie (Ginglymostomatidae)
            - Familie Walhaie (Rhincodontidae)

        - Ordnung Makrelenhaiartige (Lamniformes)
          - Familie Sandtigerhaie (Carchariidae)[2]
          - Familie Kleinzahn-Sandtigerhaie (Odontaspididae)[2]
          - Familie Koboldhaie (Mitsukurinidae)
          - Familie Krokodilhaie (Pseudocarchariidae)
          - Familie Riesenmaulhaie (Megachasmidae)
          - Familie Fuchshaie (Alopiidae)
          - Familie Riesenhaie (Cetorhinidae)
          - Familie Makrelenhaie (Lamnidae)

        - Ordnung Grundhaie (Carcharhiniformes)
          - Familie Katzenhaie (Scyliorhinidae)
          - Familie Falsche Katzenhaie (Proscylliidae)
          - Familie Pseudotriakidae
          - Familie Bartel-Hundshaie (Leptochariidae)
          - Familie Glatthaie oder Hundshaie (Triakidae)
          - Familie Wieselhaie (Hemigaleidae)
          - Familie Tigerhaie (Galeocerdonidae)[3]
          - Familie Requiemhaie (Carcharhinidae)
          - Familie Hammerhaie (Sphyrnidae)
          - Familie Pentanchidae[4]
          - Familie Dichichthyidae[5]
          - Familie Atelomycteridae[6]

      - Überordnung Squalomorphii
        - Ordnung Hexanchiformes
          - Familie Kragenhaie (Chlamydoselachidae)
          - Familie Kammzähnerhaie (Hexanchidae)

        - Squalida
          - Ordnung Dornhaiartige (Squaliformes)
            - Familie Dornhaie (Squalidae)
            - Familie Centrophoridae
            - Familie Etmopteridae
            - Familie Somniosidae
            - Familie Oxynotidae
            - Familie Dalatiidae

        - Squantinida
          - Ordnung Protospinaciformes †
          - Ordnung Echinorhiniformes
            - Familie Nagelhaie (Echinorhinidae)

          - Ordnung Engelshaie (Squatiniformes)
            - Familie Engelhaie (Squatinidae)

          - Ordnung Sägehaiartige (Pristiophoriformes)
            - Familie Sägehaie (Pristiophoridae)

    - Teilklasse Rochen (Batomorphi)[7][8]Pelagischer Stechrochen (Pteroplatytrygon violacea)
      - Ordnung Rajiformes

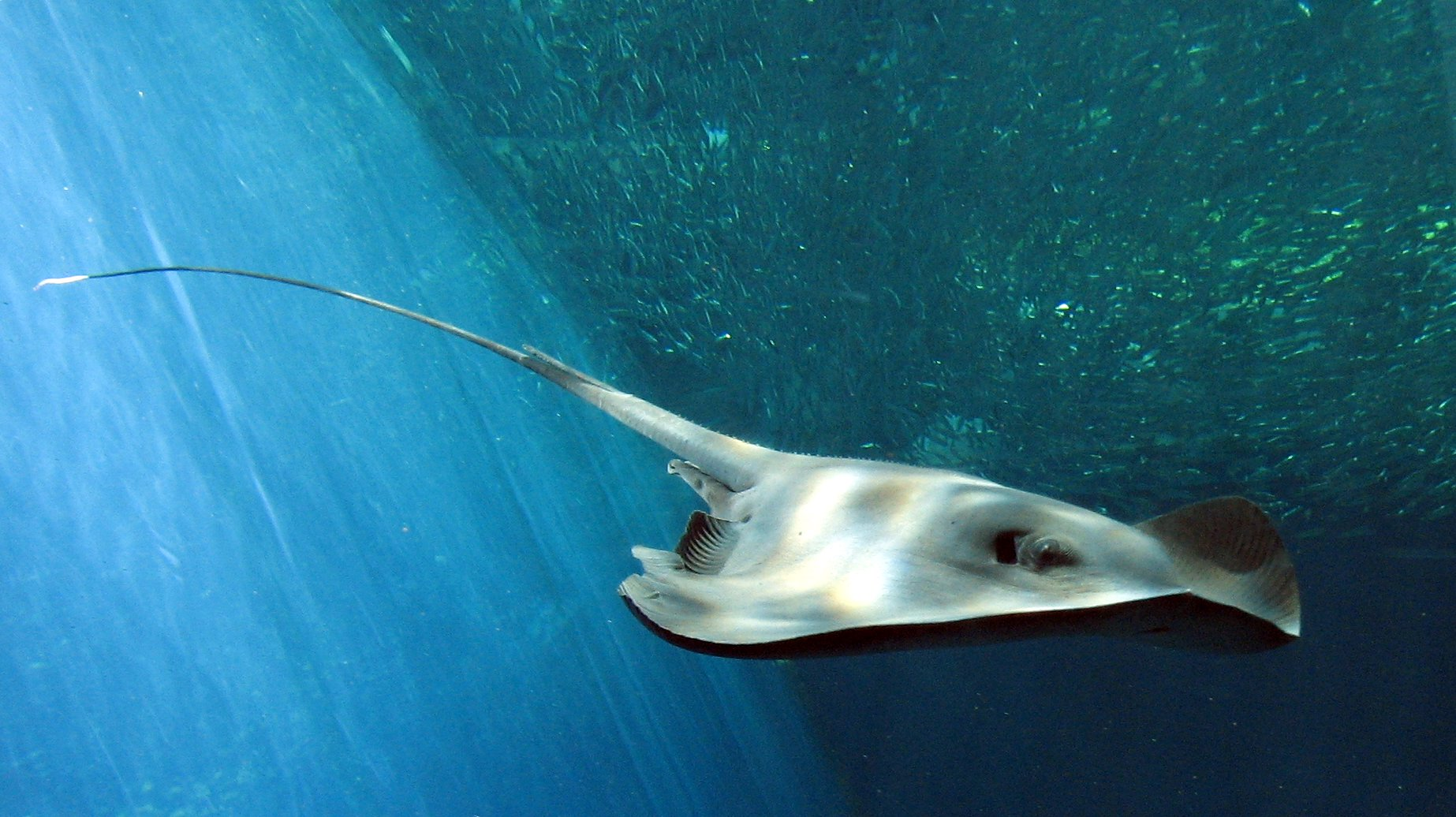
Pelagischer Stechrochen (Pteroplatytrygon violacea)

        - Familie Echte Rochen (Rajidae)
        - Familie Weichnasenrochen (Arhynchobatidae)
        - Familie Anacanthobatidae
        - Familie Gurgesiellidae[9]

      - Ordnung Zitterrochenartige (Torpediniformes)
        - Familie Dornrücken-Gitarrenrochen (Platyrhinidae)
        - Familie Schläferrochen (Narkinae)
        - Familie Narcinidae
        - Familie Birnen-Zitterrochen (Hypninae)
        - Familie Zitterrochen (Torpedinidae)

      - Ordnung Rhinopristiformes[10]
        - Familie Glaucostegidae
        - Familie Sägerochen (Pristidae)
        - Familie Rhinidae
        - Familie Rhinobatidae
        - Familie Trygonorrhinidae

      - Ordnung Stechrochenartige (Myliobatiformes)
        - Familie Zanobatidae
        - Familie Sechskiemen-Stachelrochen (Hexatrygonidae)
        - Familie Tiefwasser-Stachelrochen (Plesiobatidae)
        - Familie Runde Stechrochen (Urolophidae)
        - Familie Urotrygonidae
        - Familie Stechrochen (Dasyatidae)
        - Familie Süßwasserstechrochen (Potamotrygonidae)
        - Familie Schmetterlingsrochen (Gymnuridae)
        - Familie Myliobatidae
        - Familie Aetobatidae[11]
        - Familie Teufelsrochen (Mobulidae)
        - Familie Kuhnasenrochen (Rhinopteridae)
- Klasse HolocephaliLangnasenchimäre
  - Ordnung Orodontiformes †
  - Ordnung Petalodontiformes †
  - Ordnung Helodontiformes †
  - Ordnung Iniopterygiformes †
  - Ordnung Debeeriiformes †
  - Ordnung Eugeneodontiformes †
  - Überordnung Holocephalimorpha
    - Ordnung Psammodontiformes †
    - Ordnung Copodontiformes †
    - Ordnung Squalorajiformes †
    - Ordnung Chondrenchelyiformes †
    - Ordnung Menaspiformes †
    - Ordnung Cochliodontiformes †

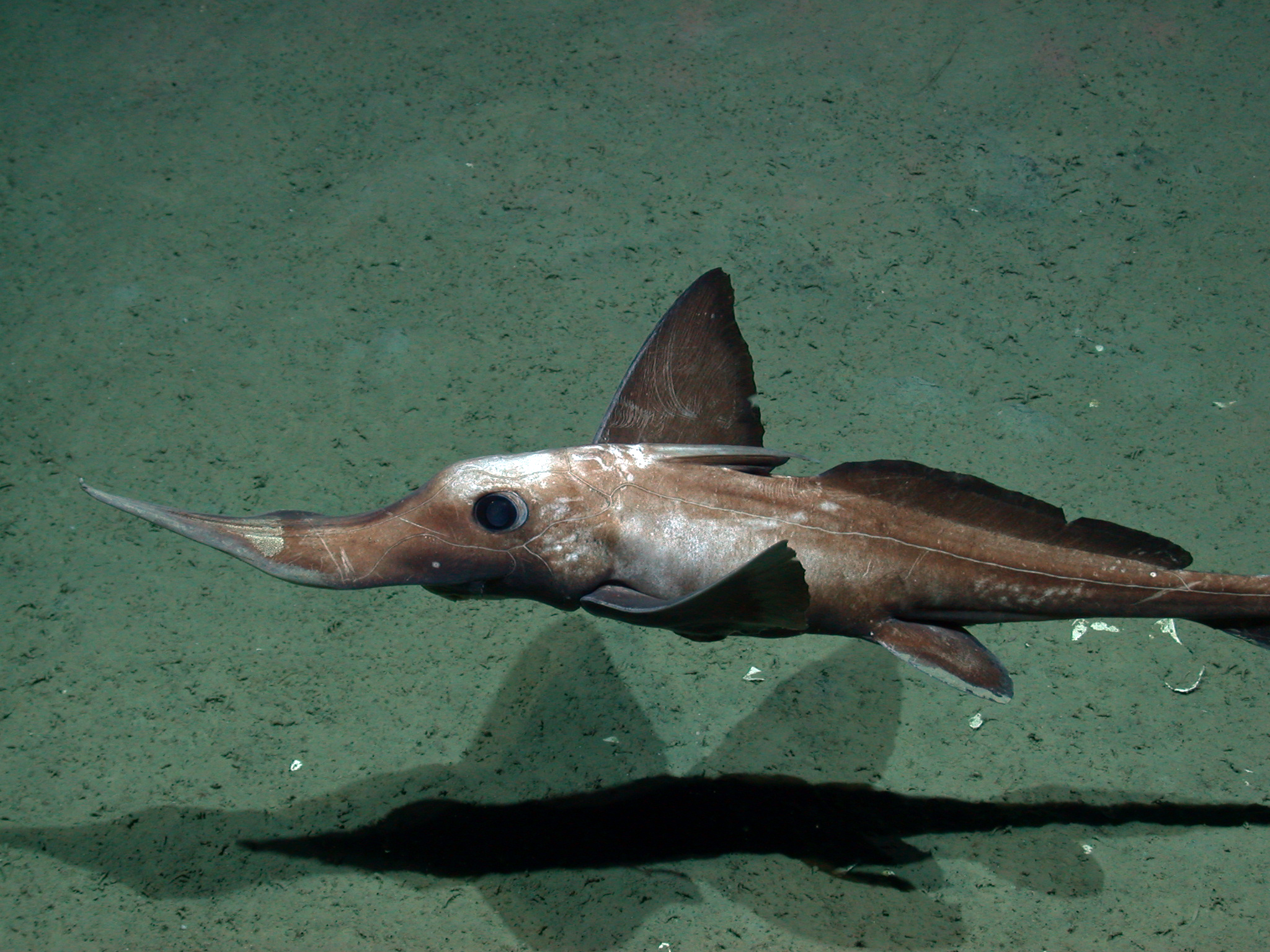
Langnasenchimäre

    - Ordnung Seekatzen (Chimaeriformes)
      - Familie Pflugnasenchimären (Callorhinchidae)
      - Familie Kurznasen-Seekatzen (Chimaeridae)
      - Familie Langnasenchimären (Rhinochimaeridae)